# Caleb Konley
Mason Burnett (nacido el 30 de agosto de 1983) es un luchador profesional estadounidense que trabajó con Impact Wrestling bajo el nombre de Kaleb with a K o simplemente Kaleb Konley. Es mejor conocido bajo el nombre de Caleb Konley. También ha actuado bajo una máscara como Suicide. Actualmente lucha por la National Wrestling Alliance.

## Carrera profesional de lucha libre

### Circuito independiente (2005 – presente)
El 17 de septiembre de 2005 para Pro Wrestling Evolution, Konley hizo su debut bajo el nombre de Black Pegasus. 
En el otoño de 2019 empezó a aparecer en la National Wrestling Alliance's NWA Power serie de YouTube bajo el nombre Caleb Konley, que se utiliza sobre todo como el talento de mejora . En la edición del 3 de marzo de Power, Konley y su compañero de equipo C.W. Anderson derrotaron a los Dawson para ganar contratos con la NWA.

### Total Nonstop Action Wrestling / Impact Wrestling (2016–2019, 2020-2022)
En abril de 2016, Konley hizo su debut en Total Nonstop Action Wrestling (TNA) en las grabaciones de Impact, enfrentando a Eddie Edwards y DJZ en esfuerzos perdidos por Xplosion. El 29 de abril, TNA anunció oficialmente la firma de Konley a la compañía. Konley haría su última aparición como luchador contratado en One Night Only: X-Travaganza, donde Konley una vez más se enfrentó a Edwards en un esfuerzo por perder. En marzo de 2017, Burnett comenzó a trabajar bajo una máscara como la nueva encarnación del personaje de Suicide.
El 17 de agosto de 2017 a Destination X: Impact, Konley interferiría en nombre de Trevor Lee en el Campeonato de la División X partido contra Sonjay Dutt, formando una alianza y girando el talón en el proceso. En las próximas semanas, Konley cambiaría su atuendo a simples baúles negros, reflejando el aspecto de Trevor Lee. En el episodio del 5 de octubre de Impact!, Konley, Lee y Andrew Everett se enfrentarían a Sonjay Dutt, Petey Williams y Matt Sydal en un esfuerzo por perder en un combate por equipos de seis hombres. El 1 de enero de 2019, Trevor Lee dejó Impact Wrestling, disolviendo el equipo. El 26 de enero de 2019, su perfil fue trasladado a la sección de antiguos alumnos. El 1 de marzo de 2019, Konley anunció en su Twitter que se había convertido oficialmente en un agente libre.
En el episodio del 8 de septiembre de 2020 de Impact, Konley regresó a Impact bajo el nombre de Kaleb with a K y presentó un nuevo truco del fotógrafo personal de Tenille Dashwood.
En Hard To Kill, junto a Tenille Dashwood fueron derrotados por Decay(Crazzy Steve & Rosemary).

## Campeonatos y logros
- America's Most Liked Wrestling
  - AML Pretige Championship (1 vez)[2]
  - AML Wrestling Championship (1 vez, actual)[3]

- Deep South Wrestling
  - DSW Tag Team Championship (1 vez) – con Sal Rinauro[4]

- Exodus Wrestling Alliance
  - EWA Junior Heavyweight Championship (1 vez)[5]

- Full Impact Pro
  - FIP Tag Team Championship (1 vez) – con Scott Reed[6]
  - FIP World Heavyweight Championship (1 vez)[7]

- Dragon Gate USA
  - Open the United Gate Championship (1 vez) – con Anthony Nese y Trent Barreta[8]
  - Six-Man Tag Team Tournament (2014) – con Anthony Nese y Trent Barreta[9]

- Paragon Pro Wrestling
  - PPW Heavyweight Championship (1 vez)[10]
  - PPW Tag Team Championship (1 vez) – con Drew Donovan[11]

- Premiere Wrestling Xperience
  - PWX Heavyweight Championship (2 veces)[12]

- Pro Wrestling Illustrated
  - Clasificado No. 259 de los mejores 500 luchadores individuales en el PWI 500 en 2016[13]

- Pro Wrestling International
  - PWI Ultra J Championship (2 veces)[14]

- Pro Wresting Revolver
  - PWR Open Invite Scramble Championship (1 vez, actual)

- West Coast Wrestling Connection
  - WCWC Legacy Championship (1 vez)[15]
  - WCWC Pacific Northwest Championship (1 vez)[16]
  - WCWC Tag Team Championship (1 vez) – con Mikey O'Shea[17]

- WrestleForce
  - WrestleForce Championship (1 vez)[18]